# Turbine Kaplan
Pour les articles homonymes, voir Kaplan.

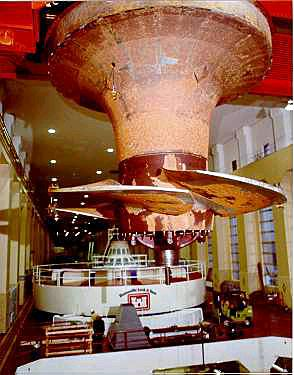
Une turbine Kaplan du barrage de Bonneville, après 61 ans de service.

Une turbine Kaplan est une turbine hydraulique à hélice, de type « réaction » qui a été inventée en 1912 par l'ingénieur autrichien Viktor Kaplan.

## Caractéristiques
La turbine Kaplan est de type « réaction » c'est-à-dire qu'elle travaille à partir des différences de pression, par opposition aux turbines de type « action » qui exploitent une différence de vitesse. 
Elle se différencie des autres turbines à hélices par ses pales orientables, dont on peut faire varier le pas pendant le fonctionnement. Cela lui permet d'avoir un rendement énergétique élevé pour des débits d'eau variables. Son rendement atteint normalement entre 90 % et 95 %. 
Elle est adaptée pour les faibles chutes de 2 à 25 mètres de hauteur, et les très grands débits de 70 à 800 m3/s. Elle est réversible : elle peut fonctionner comme une pompe et refouler de l'eau en hauteur.
La turbine Kaplan est une évolution technique de la turbine Francis. Son invention a permis la production d'énergie efficace lorsque la turbine Francis ne pouvait pas être utilisée. Les diamètres peuvent varier entre 2 et 11 mètres avec une plage de la rotation de la turbine, pouvant varier de 50 à 250 tr/min, pour une puissance installée jusqu'à 250 MW.

## Histoire

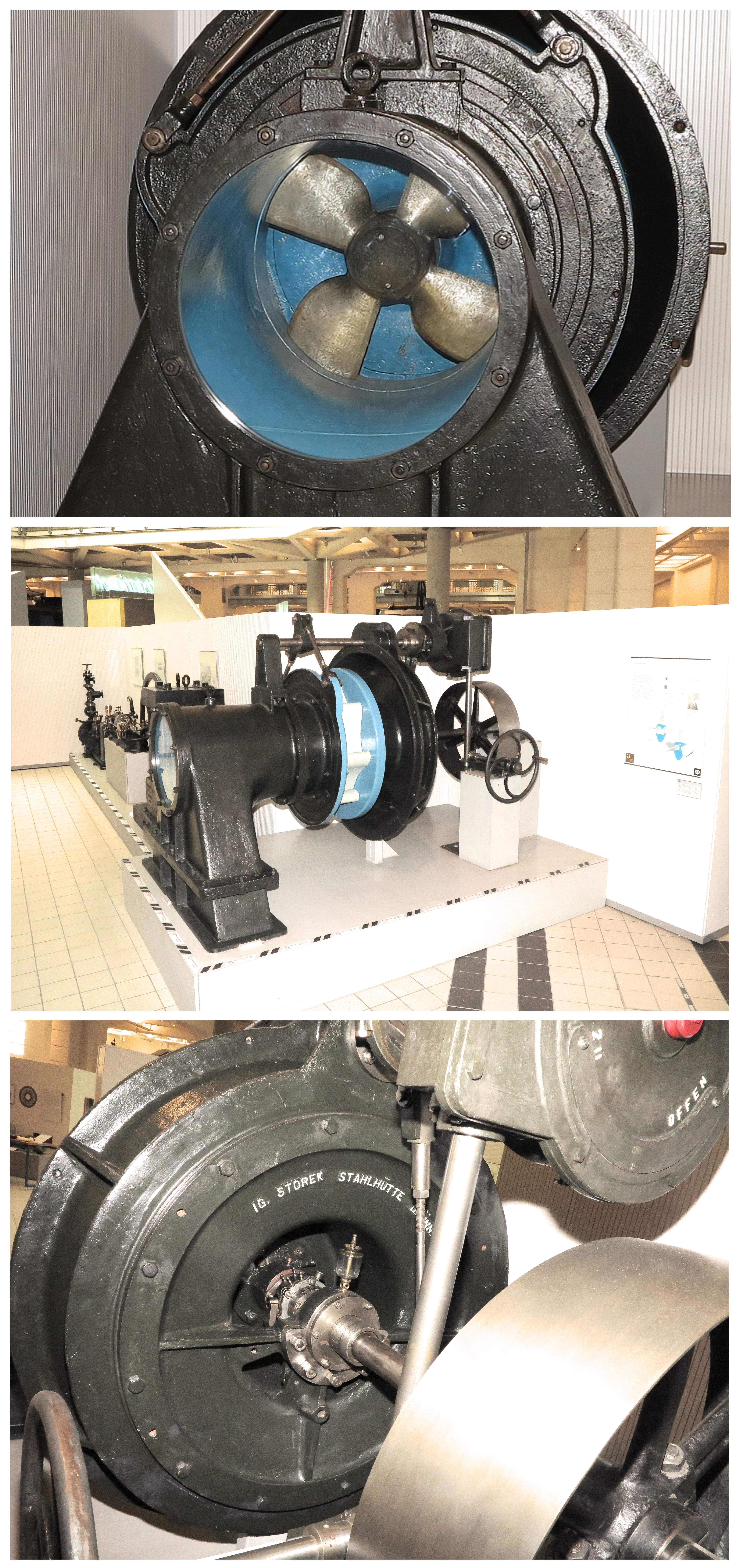
Première turbine Kaplan, conservée au Musée des techniques de Vienne, Autriche

En 1910, l'ingénieur autrichien Viktor Kaplan, vivant à Brno, en Tchécoslovaquie, propose un autre modèle de turbine, afin de répondre au rendement médiocre de la turbine Francis, dans le cas de chute de faible hauteur. Cette turbine à axe vertical, à rotor en hélice, possède des aubes à pas variable. Entre 1912 et 1913, Il dépose les quatre brevets autrichiens, de ses principales inventions :
- le 28 décembre 1912 (ÖP No. 74388), pour une forme d'aube d'une roue primaire de turbine,
- le 7 août 1913 (ÖP No. 74244), pour un dispositif complémentaire de réglage des pales du rotor,
- un autre brevet concernant la conception de l'espace entre la roue de guidage et le rotor,
- un autre brevet concernant la fabrication des pales[2].

La première turbine Kaplan est créée en 1918, puis fabriquée par la Société Stahlhütte Ignas Storek à Brno, puis installée en 1919 dans une unité de démonstration à Poděbrady, en Tchécoslovaquie.
La deuxième turbine est installée dans une usine textile (appartenant à la famille de Viktor Kaplan), à Velm-Götzendorf, en Autriche, d'une puissance de 25,8 ch pour une hauteur de chute de 2,3 mètres et tournant à une vitesse de 800 tr/min (celle-ci fonctionnera jusqu'en 1955, et est visible depuis, au Musée des techniques de Vienne, Autriche). Cependant, Viktor Kaplan, est obligé d'arrêter ses recherches en 1922, pour des raisons de santé.
En 1922, la société allemande Voith installe des turbines Kaplan en rivière d'une puissance de 800 kW. Le développement des turbines Kaplan est néanmoins arrêté, en 1926, à cause de l'apparition du phénomène destructeur de la cavitation, pendant le fonctionnement de la turbine.
En 1926, une société suédoise résout le problème, en créant un dispositif de servo-direction à commande hydraulique, permettant l'ajustement dynamique de l'angle de rotation des pales du rotor, avant que la cavitation n'apparaisse. Cette même année est installée, à Lilla Edet, en Suède, une turbine au rotor de 5,8 mètres de diamètre et d'une puissance de 10 000 ch pour une hauteur de chute de 6,5 mètres.

La Turbine Kaplan
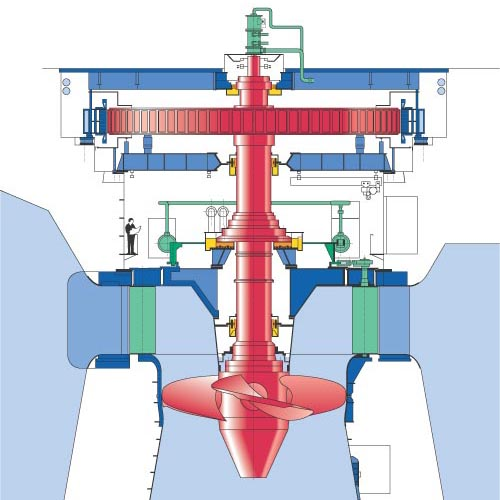
Plan de coupe (Société Voith)
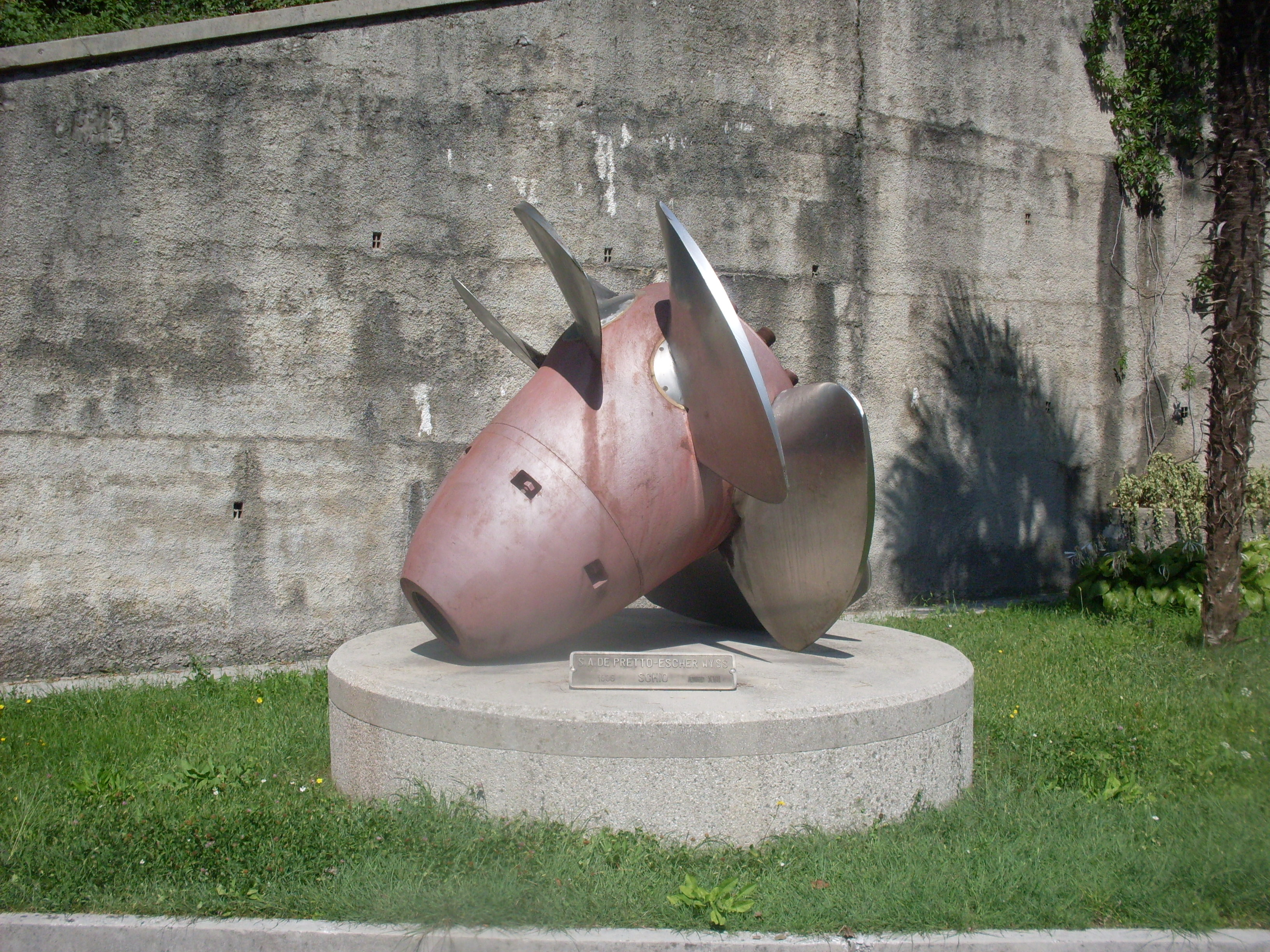
Les pivots à la base de la pale, permettent la modification dynamique de l'angle de rotation, afin d'éviter l'apparition du phénomène de cavitation. Le moyeu contient les vérins hydrauliques permettant ce réglage dynamique (usine hydroélectrique de Plave, au nord de Nova Gorica, Slovénie)
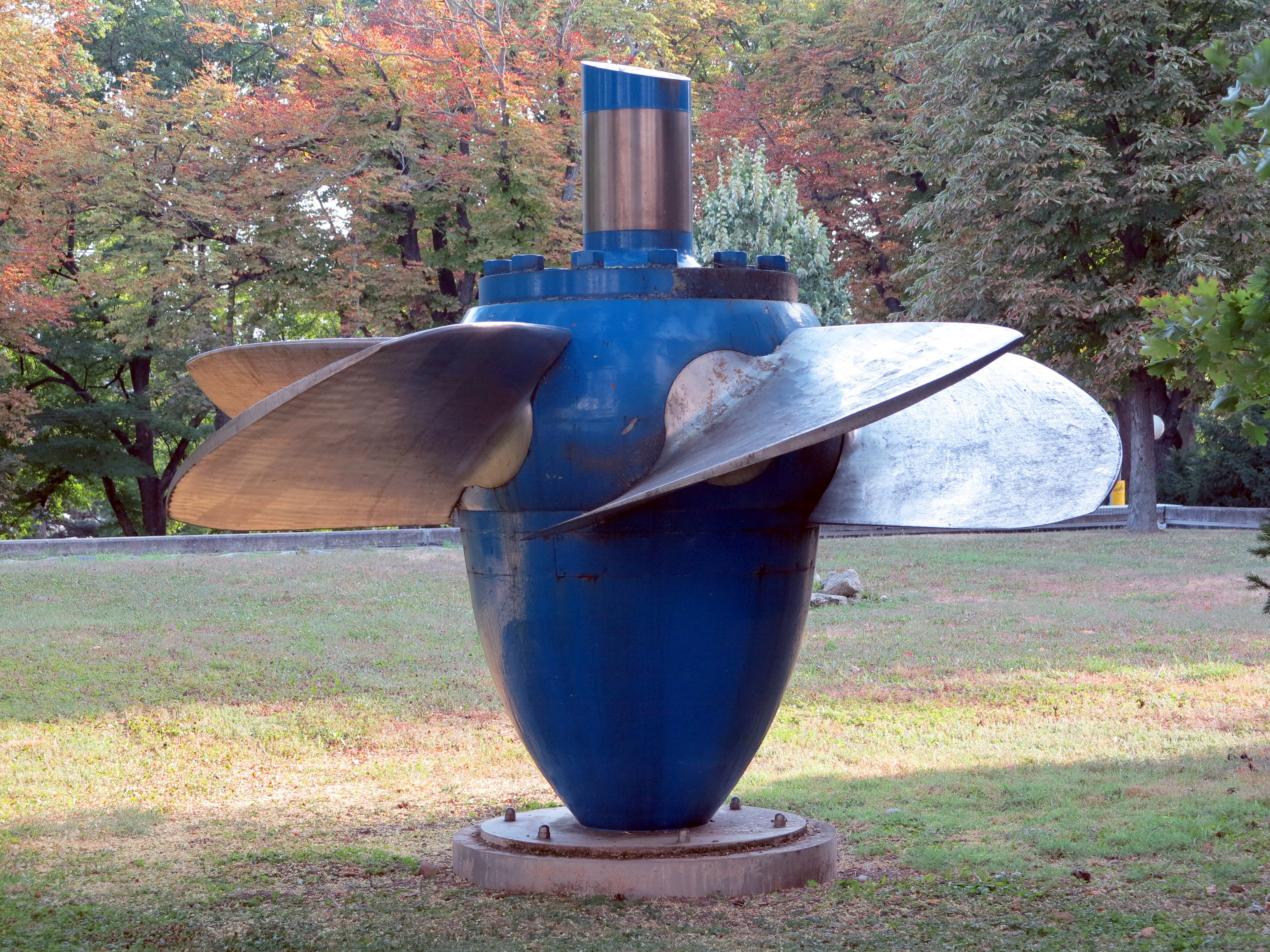
Turbine Kaplan au Musée des techniques de Vienne, Autriche

## Applications
Les turbines Kaplan sont maintenant largement utilisées dans le monde entier, dans le cas de fort débit, ou de faible hauteur de chute.

## Le phénomène de cavitation
Une érosion prématurée peut se rencontrer dans l'utilisation d'une turbine, provoquée par la cavitation. Cela peut conduire à l'arrêt prématuré de la turbine concernée, pour pouvoir effectuer de lourds travaux de maintenance et de réparations, et aussi des conséquences économiques importantes (arrêt de production, frais de maintenance sur site, ou de réparation lourde en atelier, etc.). La cavitation s'accompagne également d'une chute du rendement de la turbine, ou de la hauteur absorbée, d'une génération de vibrations de la structure mécanique, accompagnées d'un bruit intense.

## La maintenance hydraulique
Les équipements hydrauliques des centrales françaises, concédées par l'État à EDF ou à ses filiales, sont présents dans 447 centrales hydroélectriques. On y trouve en particulier des turbines Kaplan et leurs composants (rotors, aubes, pales, vérins, vannes, robinets, paliers, etc.). Tous les éléments touchant à l'équipement hydraulique sont entretenus et maintenus par une unité interne d'EDF, le Service de Réparation Hydraulique, qui effectue des opérations de rechargement métallique par soudage, de meulage pour remise au profil, soit en atelier ou sur site, ainsi que des travaux d'usinage.

## Le groupe bulbe

### Histoire

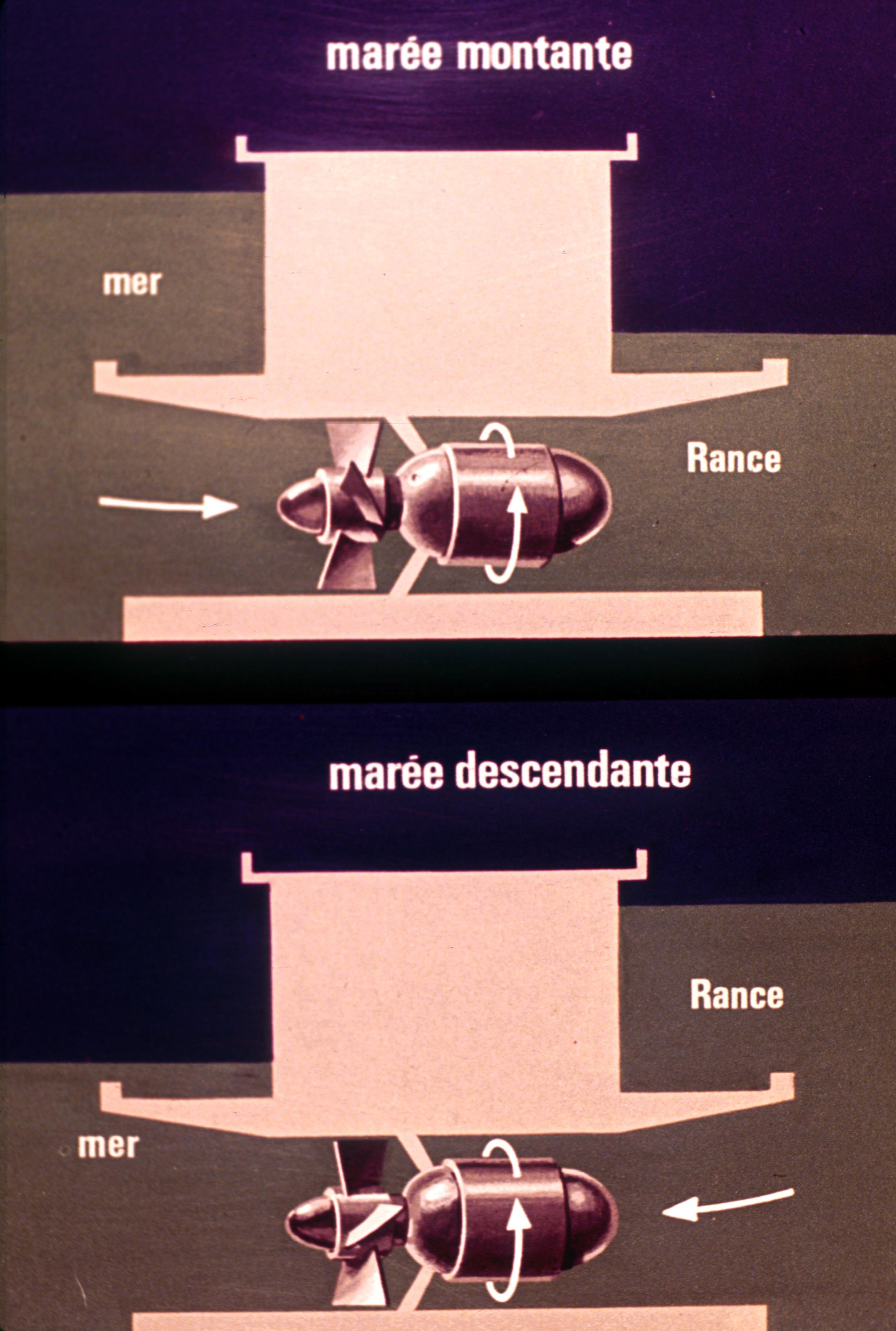
Réversibilité d'un groupe bulbe

Une évolution de la turbine Kaplan réside dans le groupe bulbe.
- Un premier brevet est déposé par G. Khune, pour une turbine tubulaire, le 27 juillet 1930 ;
- Un second brevet est déposé le 31 août 1933, par J. Haefele, pour une turbine à écoulement axial horizontal ;
- Ce n'est que le 27 décembre 1933, qu'est déposé, par Huguenin, un brevet pour un premier groupe bulbe.

Ces 3 brevets, sont acquis par Escher Wyss, le fabricant suisse de turbines, à Zurich. Le dernier brevet homologué le 15 octobre 1934, est exploité par Arno Fisher, qui en août 1936, met en service deux groupes bulbes, d'une puissance de 168 kW, à Röstín, en Poméranie, (actuellement en Pologne), sur le fleuve Parsęta, qui fonctionneront jusqu'en janvier 1942.

### Développement

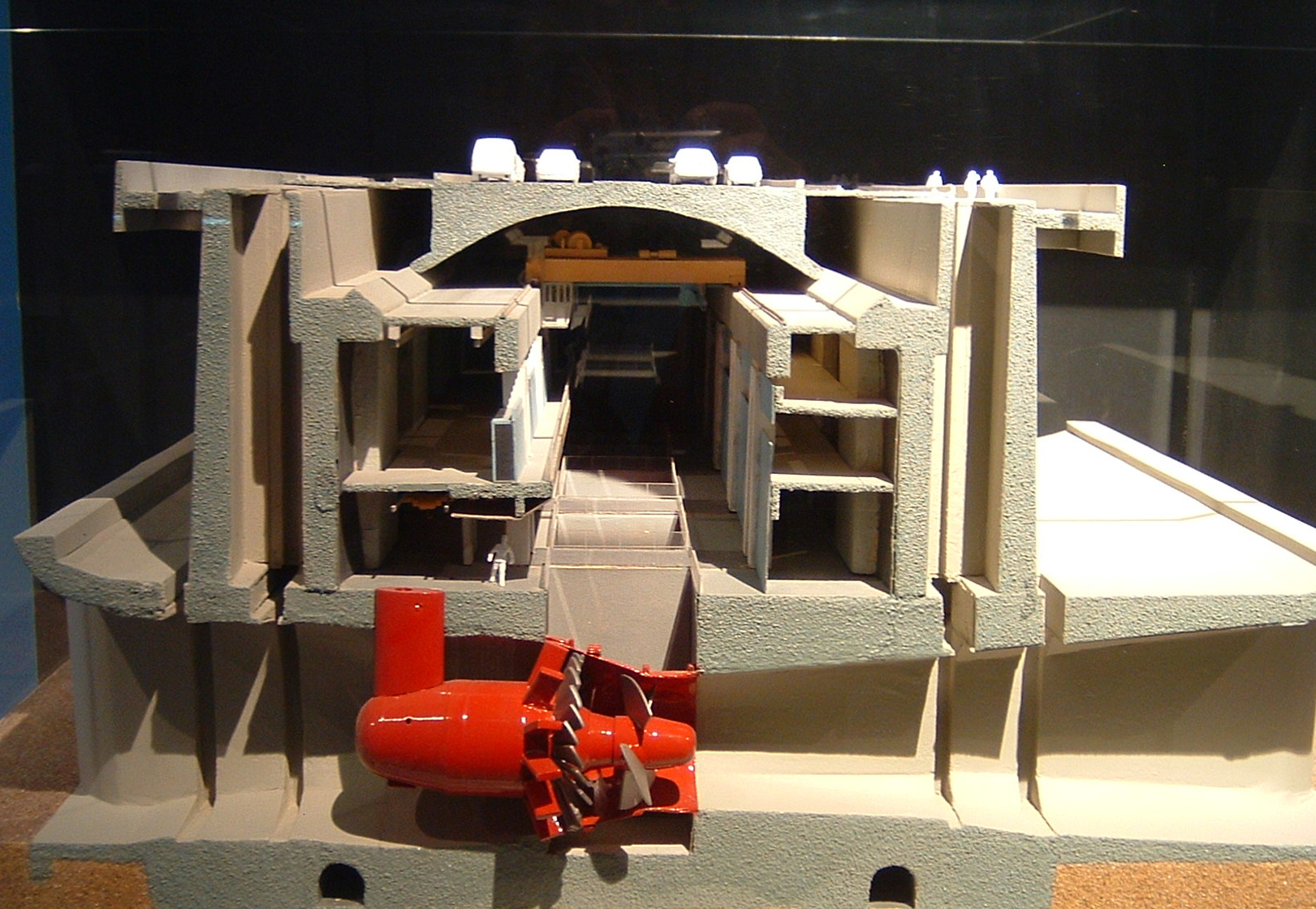
Plan de coupe d'un groupe bulbe, à l'usine marémotrice de la Rance, le distributeur en amont de l'hélice

Le développement industriel a démarré en 1950. En France, c’est en 1960, avec l'usine marémotrice de la Rance, inaugurée le 26 novembre 1966, que la production électrique a débuté, avec un ensemble de 24 groupes bulbes, d'une puissance unitaire de 10 MW, soit une puissance installée de 240 MW,. En Corée du sud, c'est la centrale marémotrice de Sihwa, équipée d'un ensemble de 10 groupes bulbes, d'une puissance unitaire de 25,4 MW, soit une puissance installée de 254 MW, qui est la plus puissante installation de ce type au monde, depuis août 2011.
Dans ce type de machine, turbine et alternateur sont couplés selon un axe horizontal, à l’intérieur d’une enveloppe profilée, immergée dans le flux d’eau. Cette disposition, qui a pour avantage de donner à l’écoulement un tracé rectiligne, est particulièrement adaptée aux très basses chutes, et aux forts débits.
Cette évolution technologique a permis l'amélioration de l'écoulement hydraulique, sans changement de direction, d'où une augmentation du rendement, ainsi qu'une réduction des dimensions et donc une diminution des coûts, ce qui a contribué à son essor, partout à travers le monde. En France, les centrales les plus importantes, équipées en groupes bulbes, se rencontrent, dans la vallée du Rhône, sur l'Isère, sur le Tarn, sur la Moselle, sur la Truyère, sur la Dordogne, sur le Rhin, sur le Lot ou sur la Garonne.
La plus forte puissance atteinte par un groupe bulbe, est de 60 MW. Selon le site web de Columbia Power, la turbine de Brilliant Expansion Generating Station a une puissance de 120 MW. 

### Fonctionnement réversible
Le groupe bulbe est par nature réversible, du fait de l'écoulement axial et de la symétrie des adductions amont et aval, et peut fonctionner en pompe ou en turbine dans les deux sens d'écoulement. C'est le cas, par exemple, dans les usines marémotrices, en fonction de la marée, et permis grâce à l'orientation des pales.
Le distributeur (grille fixe constituée d'un aubage mobile avec 20 directrices), en amont de l'hélice joue un rôle important. Il permet d'utiliser la hauteur de la chute pour contraindre le fluide à traverser les directrices, orientées de manière à générer un tourbillon. L'énergie potentielle de hauteur est ainsi transformée en vitesse tangentielle (qui s'ajoute dans le meilleur des cas, à 60 % de la vitesse axiale du fluide).
En fonctionnement inverse, le distributeur n'est plus en amont mais en aval de l'hélice, ce qui engendre une diminution du rendement de l'ordre de 10 %. Le distributeur ne joue plus son rôle et les directrices doivent être bloquées en position de pleine ouverture et verrouillées.

## La turbine VLH (Very Low Head Turbine)
La turbine « très basse chute » (Turbine VLH ou de l'anglais Very Low Head Turbine, brevetée en 2003) : type de turbine (évolution de la turbine Kaplan à ouverture variable), conçu pour protéger l'environnement et en particulier la faune piscicole (saumons en dévalaison, anguilles en dévalaison, truites, cyprinidés toutes espèces halieutiques etc), dans les fleuves ou rivières.

### Caractéristiques
Les turbines VLH sont caractérisées par :
- une installation dans une passe, de faible hauteur, de 1,5 à 4,5 m, avec un génie civil réduit,
- un fonctionnement discret (visuel et sonore) dans l'environnement (rural ou urbain),
- un grand diamètre de la roue (de 3,15 à 5 mètres de diamètre),
- 8 pales à ouverture variable, permettant l'obturation totale autonome, et l'arrêt de la machine
- une inclinaison entre 35° et 45° qui facilite la maintenance et le relevage par basculement, dans la passe,
- une structure autoportante permettant un assemblage complet en usine et une installation très rapide,
- un dispositif d’effacement permettant la mise hors d’eau du groupe, pour maintenance,
- une faible vitesse de rotation, de l'ordre de 30 à 50 tr/min,
- une faible vitesse d’écoulement de l'eau, de 1 m/s,
- des débits importants de 10 à 27 m3/s et par machine
- une gamme de puissance, de 100 à 500 kW (au réseau),
- une faible mortalité piscicole : turbine "ichtyophile " (amie des poissons)[17].

### Développement

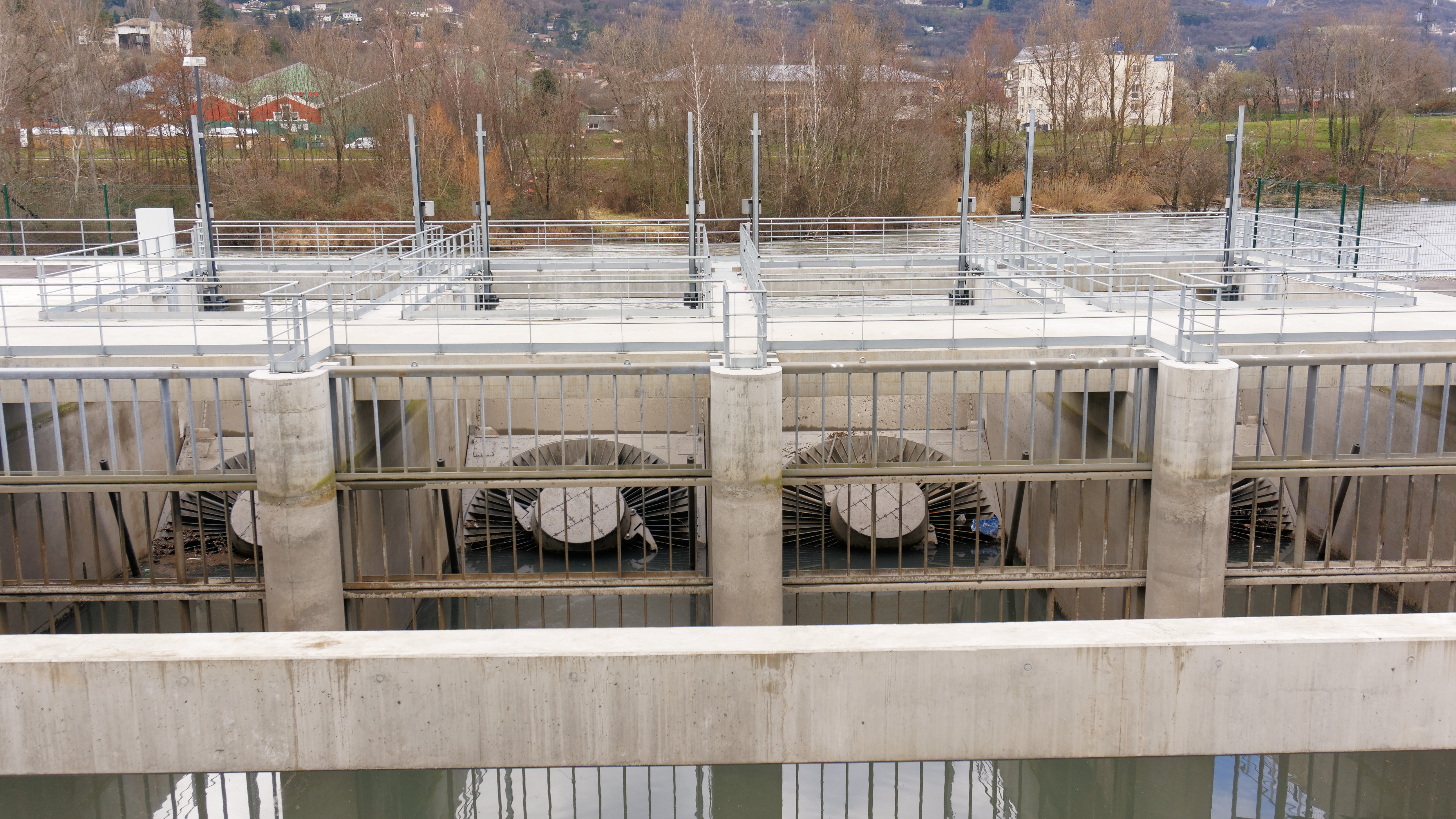
Turbines VLH de la centrale du Rondeau à Échirolles

Ces turbines VLH sont conçues et fabriquées en France, par la société MJ2 Technologies et tiennent compte :
- des faibles possibilités de développement d'installations hydroélectriques d'envergure ;
- des contraintes environnementales, et de protection de la faune piscicole ;
- de la possibilité d'intégrer ces équipements sur des sites existants :
  - soit en remplacement, d'un ouvrage existant (comme sur la Mayenne)[18],[19] ;
  - soit en complément d'un ouvrage existant, par l'installation du nouvel équipement, dans le canal d'évacuation de la précédente installation, permettant ainsi d'optimiser le potentiel énergétique global du site (comme à Échirolles, dans l'Isère, sur le Drac inférieur, à la centrale du Rondeau[20]) ;

La « petite hydraulique », affiche un potentiel relativement important, qui a été estimé, en France, à 1 000 MW de capacité[réf. nécessaire].